# Escuela Secundaria de San Eduardo
La Escuela Secundaria de San Eduardo (en inglés: St. Edward's Secondary School) es una escuela secundaria católica pública en la ciudad de Freetown, la capital del país africano de Sierra Leona. Desde sus inicios se ha mantenido como una de las escuelas más prestigiosas del país. A pesar de que St. Edwards está diseñado para ser una escuela de varones, a las estudiantes se les permite inscribirse como candidatas de nivel A. Está afiliado a la Escuela Primaria de San Eduardo. Tiene una larga lista de exalumnos distinguidos, entre ellos muchos de los principales estadistas de importancia de Sierra Leona, presidentes y primeros ministros. La mayoría de los alumnos de la escuela han ido a las instituciones presenciales de enseñanza superior, entre Fourah Bay College, la Universidad de Oxford, la Universidad de Cambridge y la Universidad de Harvard.